# Pavel Koutecký
Pavel Koutecký (10. června 1956 Praha – 13. dubna 2006 Praha) byl český filmový dokumentarista a scenárista.

## Osobní a profesní život
Byl synem fyzikálního chemika Jaroslava Kouteckého. V roce 1982 absolvoval pražskou FAMU. V roce 1988 a 1991 absolvoval studijní pobyty na National Film and Television School v anglickém Beaconsfieldu.
V letech 1982–1989 byl zaměstnán ve videostudiu ČVUT a mezi roky 1990–1998 v Krátkém filmu Praha. Trvale spolupracoval s Asociací (dříve Nadací) Film a Sociologie. V rámci její produkce vedle soliterních dokumentů také pracoval na několika dlouhodobých sběrných projektech. Věnoval se převážně dokumentárnímu filmu, ale experimentování s formou ho dovedlo i k filmu animovanému. Zabýval se též multimediálními projekty (divadlo Kolotoč, Divadlo hudby). Od roku 1991 učil na katedře dokumentární tvorby FAMU, kde vedl jednu z tvůrčích dílen. Jako pedagog se podílel na vedení filmu svých žáků Pod prahem (1999), kde vystoupil v malé roli muže s násadou. Všechny filmy a videa (s výjimkou Theatrum artis, Amici, tanec s přáteli a filmy z Chile, Islandu a Dánska) natočil v tvůrčím tandemu s kameramanem Stanem Slušným.
Pavel Koutecký zemřel tragicky při natáčení 13. dubna 2006, na které odešel sám bez produkce.

## Cena Pavla Kouteckého
Cena režiséra Pavla Kouteckého za osobitý dokumentaristický počin je udělována od roku 2007 jeho pokračovatelům - dokumentaristům. Cenu Pavla Kouteckého organizuje Asociace Film a Sociologie (a Divadlo Archa) ve spolupráci s Mezinárodním festivalem dokumentárních filmů o lidských právech Jeden svět.
Objekty ceny vytvářel významný sklářský výtvarník René Roubíček, kterého Koutecký zachytil při práci v dokumentu Dialog. V něm zachycuje Roubíčkovu tvůrčí spolupráci a přátelství se sklářským mistrem Josefem Rozinkem.